# Copa Colsanitas
Copa Colsanitas este un turneu de tenis profesionist feminin, care se desfășoară la Bogotá, Columbia. Desfășurat din 1998, acest turneu la nivel internațional se joacă pe terenuri cu zgură, în aer liber.
Ediția din 2020 a fost anulată din cauza pandemiei de COVID-19.

## Rezultate

### Simplu
| An   | Campioană                              | Finalistă                              | Scor                                   |
| ---- | -------------------------------------- | -------------------------------------- | -------------------------------------- |
| 1998 | Paola Suárez                           | Sonya Jeyaseelan                       | 6–3, 6–4                               |
| 1999 | Fabiola Zuluaga                        | Christína Papadáki                     | 6–1, 6–3                               |
| 2000 | Patricia Wartusch                      | Tathiana Garbin                        | 4–6, 6–1, 6–4                          |
| 2001 | Paola Suárez (2)                       | Rita Kuti-Kis                          | 6–2, 6–4                               |
| 2002 | Fabiola Zuluaga (2)                    | Katarina Srebotnik                     | 6–1, 6–4                               |
| 2003 | Fabiola Zuluaga (3)                    | Anabel Medina Garrigues                | 6–3, 6–2                               |
| 2004 | Fabiola Zuluaga (4)                    | María Sánchez Lorenzo                  | 3–6, 6–4, 6–2                          |
| 2005 | Flavia Pennetta                        | Lourdes Domínguez Lino                 | 7–6(7–4), 6–4                          |
| 2006 | Lourdes Domínguez Lino                 | Flavia Pennetta                        | 7–6(7–3), 6–4                          |
| 2007 | Roberta Vinci                          | Tathiana Garbin                        | 6–7(5–7), 6–4, 0–3 ret.                |
| 2008 | Nuria Llagostera Vives                 | María Emilia Salerni                   | 6–0, 6–4                               |
| 2009 | María Martínez Sánchez                 | Gisela Dulko                           | 6–3, 6–2                               |
| 2010 | Mariana Duque Mariño                   | Angelique Kerber                       | 6–4, 6–3                               |
| 2011 | Lourdes Domínguez Lino (2)             | Mathilde Johansson                     | 2–6, 6–3, 6–2                          |
| 2012 | Lara Arruabarrena Vecino               | Alexandra Panova                       | 6–2, 7–5                               |
| 2013 | Jelena Janković                        | Paula Ormaechea                        | 6–1, 6–2                               |
| 2014 | Caroline Garcia                        | Jelena Janković                        | 6–3, 6–4                               |
| 2015 | Teliana Pereira                        | Iaroslava Șvedova                      | 7–6(7–2), 6–1                          |
| 2016 | Irina Falconi                          | Sílvia Soler Espinosa                  | 6–2, 2–6, 6–4                          |
| 2017 | Francesca Schiavone                    | Lara Arruabarrena Vecino               | 6–4, 7–5                               |
| 2018 | Anna Karolína Schmiedlová              | Lara Arruabarrena Vecino               | 6–2, 6–4                               |
| 2019 | Amanda Anisimova                       | Astra Sharma                           | 4–6, 6–4, 6–1                          |
| 2020 | Anulat din cauza pandemiei de COVID-19 | Anulat din cauza pandemiei de COVID-19 | Anulat din cauza pandemiei de COVID-19 |
| 2021 | Camila Osorio                          | Tamara Zidanšek                        | 5–7, 6–3, 6–4                          |
| 2022 | Tatjana Maria                          | Laura Pigossi                          | 6–3, 4–6, 6–2                          |
| 2023 | Tatjana Maria (2)                      | Peyton Stearns                         | 6–3, 2–6, 6–4                          |
| 2024 | Camila Osorio (2)                      | Marie Bouzková                         | 6–3, 7–6(7–5)                          |
| 2025 | Camila Osorio (3)                      | Katarzyna Kawa                         | 6–3, 6–3                               |

### Dublu
| An   | Campioane                                        | Finaliste                              | Scor                                   |
| ---- | ------------------------------------------------ | -------------------------------------- | -------------------------------------- |
| 1998 | Janette Husárová Paola Suárez                    | Melissa Mazzotta Ekaterina Sysoeva     | 3–6, 6–2, 6–3                          |
| 1999 | Christína Papadáki Seda Noorlander               | Laura Montalvo Paola Suárez            | 6–4, 7–6(7–5)                          |
| 2000 | Laura Montalvo Paola Suárez (2)                  | Rita Kuti-Kis Petra Mandula            | 6–4, 6–2                               |
| 2001 | Tathiana Garbin Janette Husárová (2)             | Laura Montalvo Paola Suárez            | 6–4, 2–6, 6–4                          |
| 2002 | Virginia Ruano Paola Suárez (3)                  | Tina Križan Katarina Srebotnik         | 6–2, 6–1                               |
| 2003 | Katarina Srebotnik Åsa Svensson                  | Tina Križan Tatiana Perebiynis         | 6–2, 6–4                               |
| 2004 | Barbara Schwartz Jasmin Wöhr                     | Anabel Medina Arantxa Parra            | 6–1, 6–3                               |
| 2005 | Emmanuelle Gagliardi Tina Pisnik                 | Ľubomíra Kurhajcová Barbora Strýcová   | 6–4, 6–3                               |
| 2006 | Gisela Dulko Flavia Pennetta                     | Ágnes Szávay Jasmin Wöhr               | 7–6(7–1), 6–1                          |
| 2007 | Lourdes Domínguez Lino Paola Suárez (4)          | Flavia Pennetta Roberta Vinci          | 1–6, 6–3, [11–9]                       |
| 2008 | Iveta Benešová Bethanie Mattek                   | Jelena Kostanić Tošić Martina Müller   | 6–3, 6–3                               |
| 2009 | Nuria Llagostera Vives María José Martínez       | Gisela Dulko Flavia Pennetta           | 7–5, 3–6, [10–7]                       |
| 2010 | Gisela Dulko (2) Edina Gallovits                 | Olga Savchuk Anastasiya Yakimova       | 6–2, 7–6(8–6)                          |
| 2011 | Edina Gallovits-Hall (2) Anabel Medina Garrigues | Sharon Fichman Laura Pous Tió          | 2–6, 7–6(8–6), [11–9]                  |
| 2012 | Eva Birnerová Alexandra Panova                   | Mandy Minella Stefanie Vögele          | 6–2, 6–2                               |
| 2013 | Tímea Babos Mandy Minella                        | Eva Birnerová Alexandra Panova         | 6–4, 6–3                               |
| 2014 | Lara Arruabarrena Caroline Garcia                | Vania King Chanelle Scheepers          | 7–6(7–5), 6–4                          |
| 2015 | Paula Cristina Gonçalves Beatriz Haddad Maia     | Irina Falconi Shelby Rogers            | 6–3, 3–6, [10–6]                       |
| 2016 | Lara Arruabarrena (2) Tatjana Maria              | Gabriela Cé Andrea Gámiz               | 6–2, 4–6, [10–8]                       |
| 2017 | Beatriz Haddad Maia (2) Nadia Podoroska          | Verónica Cepede Royg Magda Linette     | 6–3, 7–6(7–4)                          |
| 2018 | Dalila Jakupović Irina Khromacheva               | Mariana Duque Mariño Nadia Podoroska   | 6–3, 6–4                               |
| 2019 | Zoe Hives Astra Sharma                           | Hayley Carter Ena Shibahara            | 6–1, 6–2                               |
| 2020 | Anulat din cauza pandemiei de COVID-19           | Anulat din cauza pandemiei de COVID-19 | Anulat din cauza pandemiei de COVID-19 |
| 2021 | Elixane Lechemia Ingrid Neel                     | Mihaela Buzărnescu Anna-Lena Friedsam  | 6–3, 6–4                               |
| 2022 | Astra Sharma (2) Aldila Sutjiadi                 | Emina Bektas Tara Moore                | 4–6, 6–4, [11–9]                       |
| 2023 | Irina Khromacheva (2) · Iryna Shymanovich        | Oksana Kalashnikova Katarzyna Piter    | 6–1, 3–6, [10–6]                       |
| 2024 | Cristina Bucșa Kamilla Rakhimova                 | Anna Bondár Irina Khromacheva          | 7–6(7–5), 3–6, [10–8]                  |
| 2025 | Cristina Bucșa (2) Sara Sorribes Tormo           | Irina Bara Laura Pigossi               | 5–7, 6–2, [10–5]                       |